# Kim Zimmer
Kim Zimmer, née le 2 février 1955  à Grand Rapids, dans le Michigan aux USA, est une actrice américaine.
Elle est surtout connue pour son rôle de Mary Ann Simpson dans La Fièvre au corps de Lawrence Kasdan.
Elle a peu tourné pour le cinéma, se consacrant surtout à la télévision.
Elle a notamment joué dans 1945 épisodes du Soap opera Haine et Passion.

## Filmographie

### Télévision
- 1979-1982 : The Doctors : Nola Dancy Aldrich
- 1989 : Un privé au Paradis : Claire Hollander
- 1989 : Femmes d'affaires et dames de coeur (épisode : The Rowdy girls) : Mavis Madling
- 1988-1990 : MacGyver (3 épisodes) : lieutenant Kate Murphy
- 1991 : Hell Hath No Fury : Marlene
- 1991 : Keeping Secrets : Maureen
- 1992 : FBI : The Untold Stories (épisode : Lady Skyjacker ) : Barbara Oswald
- 1992-1993 : Santa Barbara[4]: Jodie Walker
- 1994 : Au nom de la vérité : Vonnie Nelson Rickman
- 1994-1995 : Models Inc. 6 épisodes : Joan
- 1995 : University Hospital (épisode : L'ombre d'un doute) : Dr. Karen Hale
- 1995 : Babylon V (épisode : And now for the word) : Cynthia Torqueman
- 1995 : Seinfeld (épisode : The Diplomate's club) : Lenore
- 1983-2009 : Haine et Passion 1945 épisodes : Reva Shayne
- 2010 : Steamboat (série télévisée) : Rhonda
- 2010 : Père avant l'heure : Doyenne Frost
- 1978-2011 : On ne vit qu'une fois 106 épisodes : Echo DiSavoy-Bonnie Harmer
- 2019 : Venice the series  8 épisodes : Tori
- 2022 : This show suck : Truth and consequences (saison 1 épisode 2) : Gloria Hall

### Cinéma
- 1981 : La Fièvre au corps : Mary Ann Simpson
- 2003 : Sexy Devil  (The Devil and Daniel Webster/Shortcut to hapiness) : Patty
- 2006 :  Petits secrets : Nico
- 2008 :  The Van Pelt family (court métrage) : Janet Van Pelt
- 2014 :  23 Blast : Mary Freeman
- 2023 :  Bleeding love : Elsie